# Bierwicha
Bierwicha – wieś w Polsce położona w województwie podlaskim, w powiecie sokólskim, w gminie Sidra.
Przez miejscowość przebiega droga wojewódzka nr 673.

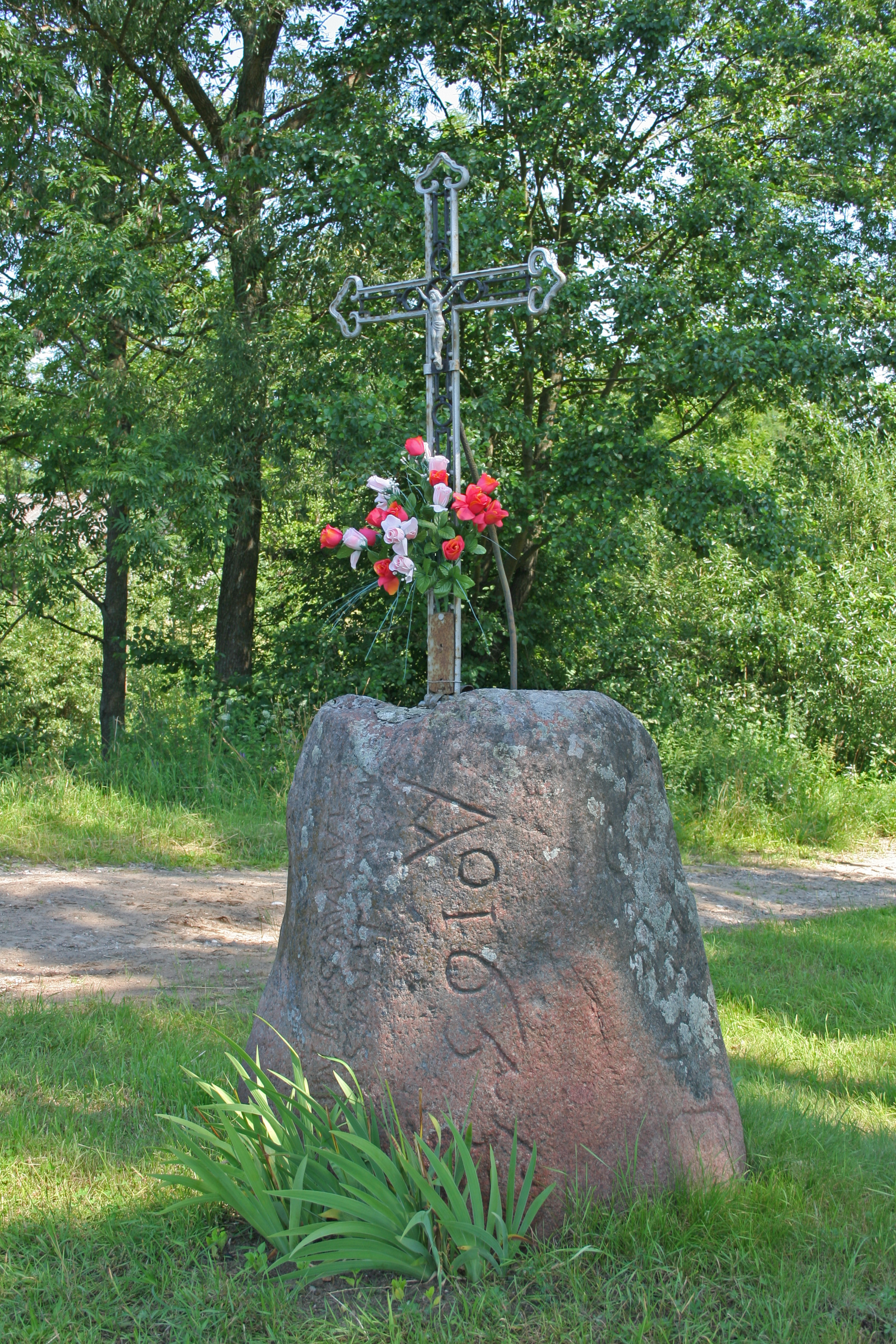
Głaz pamiątkowy z 1655

Wieś magnacka położona była w końcu XVIII wieku w powiecie grodzieńskim województwa trockiego. W latach 1975–1998 miejscowość administracyjnie należała do województwa białostockiego.
Na terenie wsi znajduje się pamiątkowy kamień z napisem „A.D. 1655 Moskal Litwę splondrował złamawszy mir wieczny”.
Wierni kościoła rzymskokatolickiego należą do parafii Świętej Trójcy w Sidrze.